# Finocchini
I finocchini sono un tipo di biscotto riconosciuto come prodotto agroalimentare tradizionale italiano. Vengono prodotti in Piemonte, in particolare a Refrancore, nel Monferrato.

## Descrizione
Si tratta di un biscotto che per la sua forma ricorda la fetta biscottata. Si presenta rettangolare con una lunghezza di circa 10 cm e una colorazione dorata. Il tipo di cottura e gli ingredienti utilizzati lo rendono di facile digeribilità.

## Il nome
Il nome dei biscotti deriva dai semi di finocchio che vengono aggiunti all'impasto. Sono anche noti localmente come fenoglietti o maggiorini.

## Storia
I finocchini sono un biscotto che in origine veniva prodotto solo a Refrancore (AT). Pare che siano nati quando un pasticcere del paese per errore aggiunse anice all'impasto che stava preparando per la produzione di biscotti all’uovo cotti e tostati. Il risultato della cottura fu però apprezzato dagli abitanti del paese, e la produzione dei finocchini quindi continuò nel tempo fino a diventare delle specialità gastronomiche della zona.
Oltre che a Refrancore i finocchini vengono oggi prodotti in altre zone del Piemonte e, in particolare, nel Torinese e nell'Astigiano.

## Preparazione
La base della preparazione è un impasto di uova intere, farina e zucchero al quale vengono aggiunti miele, semi di finocchio e poche gocce di essenza di anice. Il tutto viene cotto al forno in uno strato alto una decina di cm. Dopo una prima cottura di circa mezz'ora l'impasto viene tolto dal forno e tagliato verticalmente in piccoli rettangoli, i quali vengono nuovamente passati in forno per farli tostare.